# Calf de Noidans
Calf de Noidans en de Noidans Calf was een Zuid-Nederlands adellijk huis van Franse oorsprong en dat in 2018 uitstierf.

## Geschiedenis
- De familie Calf deed haar stamboom opklimmen tot in de vijftiende eeuw.
- In 1788 werd de heerlijkheid Noidans verheven tot graafschap.

### Wapenbeschrijving
- 1816: geen wapenbeschrijving.
- 1847: D'argent, à deux palmes adossées de sinople, liées du même. L'écu timbré de la couronne comtale, et supporté à dextre par une panthère contournée au naturel, et à senestre par un homme d'armes, tenant une lance avec une banderole d'argent, portant l'inscription 'virtus et aves'. Devise: 'Valeur et droiture' d'argent, sur sinople.

## JosephRenaudCalf de Noidans
Joseph Renaud Marie graaf Calf de Noidans (Besançon, 30 juni 1774 - Spa, 24 juli 1823) was een Frans-Nederlands officier. Hij was een zoon van Charles Calf, heer van Noidans, hoogleraar rechten aan de universiteit van Briançonet, en van Marie-Thérèse Caseau.
Renaud was officier en tijdens de Franse Revolutie fungeerde hij als vleugeladjudant van de graaf de Menon (uit de gemeente Saint-Savin) in het departement Isère), in dienst van de geëmigreerde Franse prinsen. Hij verbleef toen in Münster, om pas onder het Consulaat naar Luik terug te keren.
Op 4 mei 1816 werd hij genaturaliseerd tot burger van het Verenigd Koninkrijk der Nederlanden, terwijl hij al op 26 april benoemd was in de Ridderschap van de provincie Luik wat opname in de erfelijke adel van het koninkrijk betekende, met de -blijkens de eerste adelslijst- persoonlijke titel van graaf.
Hij was in 1794 getrouwd met de Luikse Marie-Hélène de Grady (1774-1845), dochter van ridder Jacques de la Neuville. Ze hadden drie kinderen:
- Melanie (° Münster, 1797).
- Jhr. Auguste Calf de Noidans (Luik, 1801 - Rotheux, 1862), burgemeester van Rotheux-Rimière, die trouwde met Marie-Jeanne de Bounam de Rykholt.
  - Jhr. Lucien Calf de Noidans (1839-1896), trouwde met Dorothée Horward (1847-1940)
    - Jhr. Lucien Henri Calf de Noidans (1891-1962), trouwde in 1928 (echtscheiding in 1939) met de Nederlandse Yvonne van Barneveld (1907-1993), in 1940 (echtscheiding in 1953) met Lena Norga (1908-?) en in 1953 met Andrée Hacquin (1916-1987). Met zijn dood is deze familietak in mannelijke lijn uitgedoofd.
      - Jkvr. Marie-Thérèse Calf de Noidans (1929-2018), laatste telg van dit geslacht
      - Jkvr. Adeline Calf de Noidans (1931-2006)
- Albert graaf de Noidans Calf (Luik, 1806-1857), commandant van de Burgerwacht, die de wijziging bekwam van zijn naam in de Noidans Calf en in 1847 de titel van graaf verkreeg, overdraagbaar bij eerstgeboorte. Hij trouwde met Mélanie Dubois (1813-1895). 
  - Hun zoon Hector (1835-1884) werd diplomaat. Getrouwd met Agathe Read (1849-1938) had het echtpaar acht kinderen, van wie sommigen geboren werden in Constantinopel, Ramleh-Schutz bij Alexandrië of Peking en van wie er drie kloosterzuster werden.   
    - Jean graaf de Noidans Calf (1872-1929) trouwde met Sidonie Vermander (1889-1964), met drie kinderen, maar uitgedoofd in vermoedelijk 1968.

De familie Calf de Noidans is in 1962 in de mannelijke lijnen uitgestorven, in de persoon van jonkheer Lucien Calf de Noidans (1891-1962), kleinzoon van Auguste Calf, en de familie de Noidans Calf, in 1951 in de persoon van graaf Hector de Noidans Calf (1923-1951), beiden laatste mannelijke naamdragers.